# سرودخوان هاتن
سرودخوان هاتن(نام علمی: Vireo huttoni) نام یک گونه از سرده سرودخوان است.